# Coup d'État de 1961 en Corée du Sud
Le coup d'État du 16 mai (5.16 군사정변) est un putsch militaire mené en Corée du Sud le 16 mai 1961, qui conduisit à la prise de pouvoir de Park Chung-hee.

## Déroulement
Le 16 mai 1961,  Park Chung-hee prit la tête d'un coup d'État militaire qui renversa le gouvernement civil du Premier ministre Chang Myon, de sensibilité conservatrice libérale, tout en maintenant en fonction pendant un an le président Yun Po-sun. Ce dernier avait donné son appui aux putschistes, déclarant au commandant des troupes américaines en Corée du Sud  que « la Corée a besoin d'un gouvernement fort ». Les États-Unis, constatant que les élites locales soutenaient l'instauration d'un régime autoritaire par crainte de la gauche, ne s'opposèrent pas au coup d’État. La CIA semble avoir été préalablement informée du putsch.
Dirigeant politique de fait du pays, Park devint président du Conseil suprême pour la reconstruction nationale en juillet 1961, et entend fonder son régime sur le resserrement des liens avec les États-Unis, l'anticommunisme, la modernisation économique et un militarisme inspiré du Japon des années 1930.
Le pays est alors l'un des plus pauvres au monde, distancé économiquement par la Corée du Nord, et l’immense masse de la population vit dans une misère noire. Park entreprend de purger les institutions, très corrompues.
Après la démission du président Yun en mars 1962, Park succéda à ce dernier comme président intérimaire. Mais face aux pressions de l'administration Kennedy, un gouvernement civil fut rétabli. Une nouvelle constitution fut adoptée puis des élections générales furent organisées en octobre 1963. Park remporta la présidentielle le 15 octobre 1963 et fut investi président de la République le 17 décembre suivant. Il devait par la suite être réélu à quatre reprises en 1967, 1971, 1972 et 1978.
Le régime prend fin après l'assassinat de Park Chung-hee en 1979 par le chef de ses services de renseignement, pour laisser place à la Cinquième République.